# یاروسلاو شیفر
یاروسلاو شیفر (کرواتی: Jaroslav Šifer; ۱۲ اوت ۱۸۹۵ – ۲۹ نوامبر ۱۹۸۲) بازیکن فوتبال اهل یوگسلاوی بود.
از باشگاه‌هایی که در آن بازی کرده‌است می‌توان به باشگاه فوتبال گراجانسکی زاگرب اشاره کرد.
وی همچنین در تیم ملی فوتبال یوگسلاوی بازی کرده‌است.